# یون شی-یون
یون شی یون (کره‌ای: 윤시윤; زادهٔ یون دونگ گو در ۲۶ سپتامبر ۱۹۸۶) بازیگر و مجری تلویزیونی اهل کره جنوبی است. او بیشتر به خاطر ایفای نقش اصلی در نان، عشق و رؤیاها (۲۰۱۰)، گل‌پسر همسایه (۲۰۱۳)، بهترین ضربه (۲۰۱۷)، شاهزاده بزرگ (۲۰۱۸)، عالیجناب (۲۰۱۸)، گل نوکدو (۲۰۱۹) و دفترچه خاطرات یک روانی (۲۰۱۹–۲۰۲۰) شناخته می‌شود. او از سال ۲۰۱۶ تا ۲۰۱۹ یکی از اعضای ورایتی شوی ۲ روز و ۱ شب بوده‌است.

## فیلم‌شناسی

### فیلم
| سال  | عنوان       | نقش        | منابه       |
| ---- | ----------- | ---------- | ----------- |
| ۲۰۱۰ | ناقوس مرگ ۲ | کوان وو    | [ ۲ ]       |
| ۲۰۱۴ | آقای پرفکت  | بک سه جین  | [ ۳ ]       |
| ۲۰۲۲ | تولد        | کیم ده گون | [ ۴ ]       |
| ۲۰۲۳ | عاشق بوی من | چانگ سو    | [ ۵ ] [ ۶ ] |

### مجموعه تلویزیونی
| سال       | عنوان                    | نقش                      | توضیحات                | منابع  |
| --------- | ------------------------ | ------------------------ | ---------------------- | ------ |
| ۲۰۰۹–۲۰۱۰ | ضربه عالی روی پشت بام    | جونگ جون هیوک            |                        | [ ۷ ]  |
| ۲۰۱۰      | نان، عشق و رؤیاها        | کیم تاک گو               |                        | [ ۸ ]  |
| ۲۰۱۰      | روزی روزگاری در سنگ‌چوری  | پارک شی یون              | حضور افتخاری           | [ ۹ ]  |
| ۲۰۱۱      | من هم، گل                | سو جه هی                 |                        | [ ۱۰ ] |
| ۲۰۱۱–۲۰۱۲ | ضربه عالی انتقام پاکوتاه | یون شی یون               | حضور افتخاری (قسمت ۸۸) | [ ۱۱ ] |
| ۲۰۱۲      | نگهبانان برند            | ها وو جو                 |                        | [ ۱۲ ] |
| ۲۰۱۳      | گل‌پسر همسایه             | انریکه گوم               |                        | [ ۱۳ ] |
| ۲۰۱۳      | هپی نودلز                | شیو چان                  |                        | [ ۱۴ ] |
| ۲۰۱۳–۲۰۱۴ | نخست‌وزیر و من            | کانگ این هو              |                        | [ ۱۵ ] |
| ۲۰۱۶      | رئیس وحشتناک من          | یون شی یون               | حضور افتخاری (قسمت ۱۶) | [ ۱۶ ] |
| ۲۰۱۶      | آیینه جادوگر             | هو جون                   |                        | [ ۱۷ ] |
| ۲۰۱۷      | عاشقانه پر از زندگی      | سو این سونگ              |                        | [ ۱۸ ] |
| ۲۰۱۷      | بهترین ضربه              | یو هیون جه               |                        | [ ۱۹ ] |
| ۲۰۱۸      | اسمشینگ آن یور بک        | یون شی یون               | حضور افتخاری (قسمت ۴۴) | [ ۲۰ ] |
| ۲۰۱۸      | شاهزاده بزرگ             | لی هی / شاهزاده اون سونگ |                        | [ ۲۱ ] |
| ۲۰۱۸      | عالیجناب                 | هان سو هو / هان کانگ هو  |                        | [ ۲۲ ] |
| ۲۰۱۹      | گل نوکدو                 | بک یی هیون               |                        | [ ۲۳ ] |
| ۲۰۱۹      | دوست‌پسر مطلق من          | یون شی یون               | حضور افتخاری (قسمت ۲)  |        |
| ۲۰۱۹      | دفترچه خاطرات یک روانی   | یوک دونگ شیک             |                        | [ ۲۴ ] |
| ۲۰۲۰      | قطار                     | سو دو وون                |                        | [ ۲۵ ] |
| ۲۰۲۲      | حالا زیباست              | لی هیون جه               |                        | [ ۲۶ ] |